# 徐夢潔
徐夢潔（1994年6月19日—），女歌手、演員及模特，少女偶像團體蜜蜂少女隊風隊成員，国家二级短跑运动员。2018年4月，參加腾讯视频綜藝節目《創造101》，並於6月23日的總決賽中，以第11名的成績加入限定組合火箭少女101。於2018年11月10及11日參加騰訊視頻舉辦的超新星全運會，總共獲得三面金牌。2021年，主演青春校園劇《暗格裏的秘密》飾演女主角丁羡。

## 生平

### 出道前
徐梦洁出生于浙江省金华市武义县，12岁起开始在自家的烧烤店帮忙，有“烧烤西施”之称。
曾擔任過《中國夢想盛典》，《我愛記歌詞》，《我不是明星》等浙江衛視各大型節目特邀舞蹈演員。

### 蜜蜂少女隊時期
2015年，正式加入蜜蜂少女隊。
2016年8月，受邀出席哈啤直播季音樂派對；12月，參加江蘇衛視綜藝節目《最強大腦》，以及與張遠、劉洲等合作參加網絡綜藝節目《玩咖駕到》的錄製。
2017年2月，擔任綜藝節目《天翼大來賓》的嘉賓；6月，獲得蜜蜂少女隊首屆人氣排位賽速報第1名，總決賽第6名的成績；12月29日，隨組合出席奇秀盛典頒獎典禮，並獲得優秀團體現場表演獎。

### 火箭少女101時期
2018年4月21日，以練習生身份參加由騰訊視頻出品的女團競演節目《創造101》，最終以第11名的成績加入火箭少女101。6月23日，做為火箭少女101的一員正式出道並發行單曲《Rocket Girls》；隔日，參加湖南衛視《快樂中國畢業歌會》，完成成團首秀。8月18日，隨火箭少女101推出首張EP專輯《撞》，並於同日舉行新歌發布會。 9月14日，專輯《撞》第二首歌《Light》發布。9月28日，專輯《撞》第三首歌《月亮警察》發布。10月12日，專輯《撞》第四首歌《生而為贏》發布。12月31日，以火箭少女101組合出席湖南衛視「快樂中國2018-2019跨年演唱會」表演。
2019年1月12日，以火箭少女101組合在中國上海市梅賽德斯奔馳文化中心舉辦第一場演唱會。1月13日，其参加的团体综艺节目《横冲直撞20岁》在腾讯视频播出。
2021年，主演青春校園劇《暗格裏的秘密》飾演女主角丁羡

## 音樂作品

### 個人單曲
| 發行日期      | 歌曲名稱                   | 作詞                       | 作曲                          | 備註                              | MV |
| 2019年7月12日 | 造一架飛機                 | 徐夢潔 / 代岳東            | Aaron Lee / Sammy Constantine | 收錄于火箭少女101專輯《立風》     |    |
| 2021年6月18日 | TAG                        | 徐梦洁/张鹏鹏 Rap词:王天放 | Munee                         | 首張專輯《11》主打曲              | ●  |
| 2021年6月18日 | 彩虹的笑                   | 米嘉玉/徐夢潔              | 周以力                        | 首張專輯《11》                    |    |
| 2021年6月18日 | 等到明天再牽手             | 夏思遠/嚴打                | 夏思遠                        | 首張專輯《11》                    |    |
| 2024年5月23日 | 做一个情绪稳定的人类 (才怪 | 蓝小邪                     | Hurshi/BFLo/牛子健            | 第二張專輯《That's Life:)》主打曲 |    |
| 2024年6月12日 | 溺水之舞                   | 王璠                       | 杨格                          | 第二張專輯《That's Life:)》       |    |
| 2024年6月12日 | 养花的人                   | 万一                       | Hurshi/BFLo                   | 第二張專輯《That's Life:)》       |    |
| 2024年6月12日 | 你呀                       | 杨格                       | 杨格/徐夢潔                   | 第二張專輯《That's Life:)》       |    |

### 合作單曲
| 發行日期      | 歌曲名稱     | 合作歌手   | 作詞                | 作曲   | 備註 | MV |
| 2023年8月18日 | 未曾谋面的你 | 大原由衣子 | 张鹏鹏 / 大原由衣子 | 周以力 |      |    |

### 影視單曲
| 發行日期       | 歌曲名稱          | 作詞         | 作曲          | 合作演唱者     | 備註                               |
| 2019年8月9日   | Never Stand Still | 代岳东       | 姚云          | 杨超越、赖美云 | 网络剧《极限17》推广曲             |
| 2021年3月24日  | Like You          | 林喬/高瑩    | 高瑩          |                | 网络剧《新人类！男友会漏电》主题曲 |
| 2021年8月16日  | 单行，线          | 周辰         | 生命树_小王子 |                | 电视剧《理想之城》插曲             |
| 2021年10月30日 | 我是你的小尾巴    |              |               |                | 綜藝《我是你的小尾巴》第二季主题曲 |
| 2022年6月23日  | 第一眼遇见你      | 李奕辰       | 李奕辰        |                | 动漫《思无邪》片尾曲               |
| 2022年8月22日  | 一万件想做的事情  | 周洁颖       | 胡小鸥        |                | 电视剧《二十不惑2》插曲            |
| 2022年12月10日 | 踮脚尖            | Bryan / 周仁 | 胡宸          |                | 网剧《墨白》片头曲                 |

### 《創造101》演唱曲目
| 期數   | 主題               | 表演歌曲                 | 隊友                                                                         | 備註                                                                  |
| 第一期 | 逆風翻盤，向陽而生 | 我是女生                 | 韓丹、高秋梓                                                                 |                                                                       |
| 第二期 | 不破不立           | 創造101主題曲            | 創造101女孩                                                                  | 導師評級C                                                             |
| 第三期 | 努力會被看見       | Sugar                    | Sunnee、李子璇、許靖韻、劉丹萌、尹蕊、熱依娜                                 | 勝吳宣儀隊演唱的《我又初戀了》                                        |
| 第六期 | 實力寶藏女孩在發光 | Look What You Made Me Do | 羅怡恬、蘇芮琪、吳茜、向俞星                                                 | 為該隊C位                                                             |
| 第八期 | 不負好時光         | 我就是這種女孩           | 孟美岐、李紫婷、劉人語、王婷、高秋梓                                         | 幫唱學長為肖戰                                                        |
| 第十期 | 為夢想堅持到底     | BURNITUP!(個人)          |                                                                              | 最終獲得83,772,852個點讚，成為第11名，以火箭少女101團員身分正式出道。 |
| 第十期 | 為夢想堅持到底     | 盛放(組合)               | 孟美岐、李紫婷、楊超越、紫寧、高穎浠、戚硯笛、呂小雨、吳映香、強東玥、陳意涵 | 最終獲得83,772,852個點讚，成為第11名，以火箭少女101團員身分正式出道。 |

### MV出演
| 年份 | 曲名       | 合作歌手   |
| 2016 | 青春練習曲 | 蜜蜂少女隊 |
| 2016 | 沒感覺     | 蜜蜂少女隊 |
| 2016 | 夢想日記   | 蜜蜂少女隊 |
| 2016 | I'm so ok  | 蜜蜂少女隊 |

## 影視作品

### 電影
| 首映日期 | 名稱     | 角色 | 備註 |
| 2025年   | 分手清单 | 米樂 |      |

### 電视剧
| 首播年度 | 名稱         | 角色   | 備註     |
| 2019年   | 极限17：扣杀 | 林薇   | 網絡劇   |
| 2021年   | 別怕，戀愛吧 | 果     | 網絡劇   |
| 2021年   | 暗格裡的秘密 | 丁羨   | 網絡劇   |
| 2022年   | 二十不惑2    | 丁一煊 |          |
| 2024年   | 大過年的     | 小美   | 抖音短劇 |
| 2024年   | 不討好的勇氣 | 趙小蘭 | 網絡劇   |
| 2025年   | 以愛之名     | 李小小 | 網路短劇 |
| 2025年   | 六姊妹       | 李雯   | 網路劇   |
| 2025年   | 彼岸燈塔     | 李妍   | 網路微劇 |
| 待播     | 三人行       | 徐图图 | 網路劇   |
| 待播     | 暗处         | 沈曼   | 網路微劇 |
| 待播     | 花好         | 王碧好 | 網路劇   |

### 綜藝節目
| 播出時間                     | 播出平台        | 節目名稱                  | 備註                                                                  |
| 2016年12月24日-2017年1月17日 | 多平台          | 玩咖駕到                  | 共4期，分別於2016年12月24日、2017年1月2日、1月10日和1月17日在線直播。 |
| 2018年4月21日-2018年6月23日  | 騰訊視頻        | 創造101                   | 2018年4月21日起每週六播出一集；6月23日決賽直播。                      |
| 未播出                       | 浙江卫视        | 追我吧                    | 第9集，因节目停播未播出。                                             |
| 2018年-2021年                | 騰訊視頻        | 超新星運動會第一季-第四季 |                                                                       |
| 2021年11月26日               | 爱奇艺          | 我的小尾巴第二季          |                                                                       |
| 2021年12月5日                | 咪咕视频 芒果TV | 《哎呀好身材》海浪季      |                                                                       |

## 獎項
| 年份 | 頒獎典禮         | 獎項                      | 備註 |
| ---- | ---------------- | ------------------------- | --- |
| 2017 | 奇秀盛典頒獎典禮 | 優秀團體現場表演獎        | 蜜蜂少女隊 |
| 2018 | 超新星全運會     | 女子50米短跑賽冠軍        | 代表浙江隊出賽 |
| 2018 | 超新星全運會     | 團體拔河賽冠軍            | 代表東部隊伍出賽 |
| 2018 | 超新星全運會     | 女子4 x 150米接力賽跑冠軍 | 代表東部隊伍出賽(預賽及決賽), 兩場賽事均為第四棒隊員, 隊員包括蔣申(預賽第一棒及決賽第二棒)、 李玟希(預賽第二棒)、 劉姝賢(預賽第三棒及決賽第一棒)、 楊超越 (決賽第三棒, 臨時頂替有腰傷的李玟希) |

## 外部連結
- 徐夢潔的新浪微博
- 徐夢潔的Instagram帳戶
- 徐夢潔的哔哩哔哩个人空间
- 徐梦洁的抖音账号
- 徐梦洁的小红书账号
- 徐梦洁的快手账号